# Полет S200P на „Бритиш Юропиън Еъруейс“
Полет S200P на „Бритиш Юропиън Еъруейс“ е международен пътнически полет на къси разстояния от летище „Лондон-Нортхолт“, Лондон, Англия, Обединеното кралство, до летище „Глазгоу-Ренфрю“, Глазгоу, Шотландия, управляван от „Бритиш Юропиън Еъруейс“. На 21 април 1948 г. самолетът „Викерс 610 Викинг 1B“, който изпълнява полета, се разбива в планина близо до Северен Еършър, Шотландия и избухва в пламъци. В инцидента оцеляват всички 16 пътници и 4 члена на екипажа на борда, докато машината е напълно повредена.
Разследването на катастрофата установява, че причината е пилотска грешка. Неуспешното получаване на сигнала на външния маркерен маяк (вероятно поради повреда, която възниква в приемника) допринася за събитията.